# قشلاق ذاخر (ورغاهان)
قشلاق ذاخر (بالفارسية: قشلاق ذاخر) هي منطقة سكنية تقع في إيران في قسم ورغاهان الریفي. يقدر عدد سكانها بـ 328 نسمة .